# Valerij Nitjusjkin
Valerij Ivanovitj Nitjusjkin, född 4 mars 1995, är en rysk professionell ishockeyspelare som spelar för Colorado Avalanche i National Hockey League (NHL). Han draftades som 10:e spelare totalt av Stars vid NHL Entry Draft 2013. Nitjusjkin vann Stanley Cup med Avalanche 2022.

## Spelarkarriär

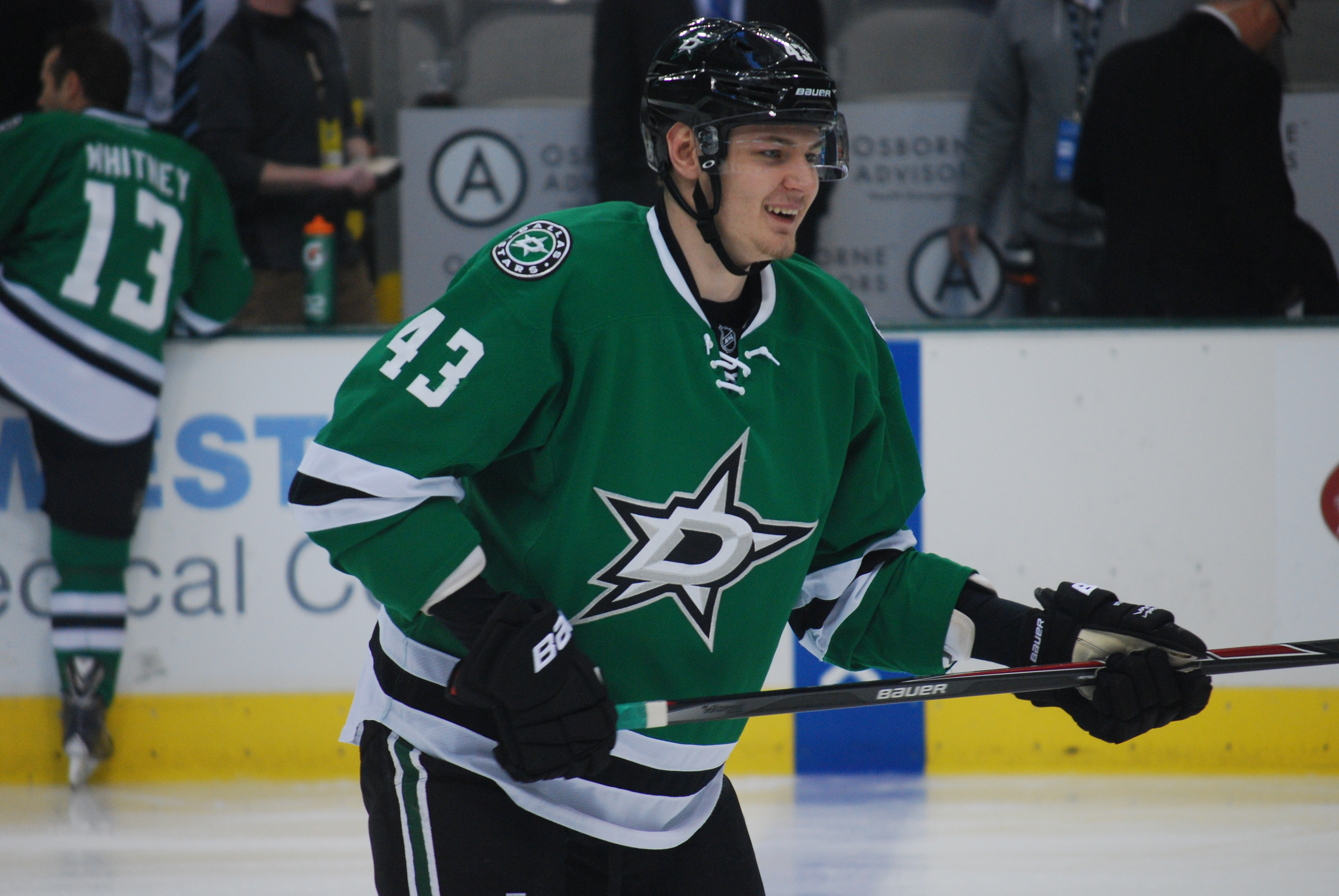
Nichushkin i januari 2014

Efter en säsong i Kontinental Hockey League (KHL) så trejdades Nitjusjkin från Traktor Chelyabinsk till CSKA Moskva den 1 maj 2013. Han skrev på ett tvåårskontrakt med Dynamo men affären avslutades emellertid då Nitjusjkin fick istället erbjudande från NHL och att han skulle tillhöra Dynamo ifall han inte fick någon NHL-chans.
Nitjusjkin gjorde sin första NHL-match 3 oktober 2013 mot Florida Panthers och gjorde sitt första mål 3 november 2013 på Craig Anderson i Ottawa Senators.
Efter sin rookiesäsong innehållande 14 mål och 20 assist började Nitjusjkin lida av ömhet i höften och ljumskarna vid början av säsongen 2014-15 och efter fem matcher in i säsongen blev det höftoperation som utfördes 18 november 2014. Han var tillbaka med laget i mars 2015 i röd kontaktfri tröja.
Då Nitjusjkin inte kom överens med Stars om ett nytt kontrakt kom hans rättigheter att gälla för KHL återigen, där han skrev på för CSKA Moskva 20 september 2016.
Efter två säsonger med CSKA återvände Nitjusjkin till Stars organisation och kom överens om ett tvåårskontrakt den 1 juli 2018. Nitjusjkin registrerades för 10 assist under säsongen 2018-19 på 54 matcher.
30 juni 2019 stod det klart att Stars köpt ut Nitjusjkin och placerat honom på "waivers" efter en misslyckad säsong.
Nitjusjkin signerade ett ettårskontrakt med Colorado Avalanche den 19 augusti 2019. Han gjorde sitt första mål på två år den 23 november 2019. Under sin första säsong med Colorado fick Nitjusjkin bra beröm från analytikerna för sitt överraskande bra spel. Han fick också röster för Frank J. Selke Trophy som tilldelats den bästa defensiva forwarden i NHL.
10 oktober 2020 förlängde Avalanche sitt kontrakt med Nitjusjkin med två nya år värt $5 miljoner dollar som var free agent vid tillfället.
Under hans tredje säsong med Avalanche noterades han för karriärbästa 52 poäng på 62 matcher och adderade 15 poäng på 20 slutspelsmatcher. Och säsongens mest värdefulla prestation var Stanley Cup.
11 juli 2022 stod det klart att Nitjusjkin stannar i Avalanche genom att signera ett åttaårskontrakt med klubben värt $49 miljoner dollar.
Den 15 januari 2024 gick Nichushkin in i ligans assistansprogram och fick administrativ ledighet. Han återvände till laget den 8 mars 2024. Den 13 maj 2014 gick Nichushkin in i assistansprogrammet igen, denna gång, på tredje nivån. Som ett resultat krävdes han att avtjäna en sex månaders avstängning samtidigt som han blev demoneterad av lön.

## Statistik

### Klubbkarriär
| 2011–12    | Belye Medvedi Chelyabinsk | MHL        | 38  | 4   | 6   | 10  | 6  | —  | —  | —  | —  | —  |
| 2012–13    | Belye Medvedi Chelyabinsk | MHL        | 9   | 4   | 4   | 8   | 0  | —  | —  | —  | —  | —  |
| 2012–13    | Chelmet Chelyabinsk       | VHL        | 15  | 8   | 2   | 10  | 4  | —  | —  | —  | —  | —  |
| 2012–13    | Traktor Chelyabinsk       | KHL        | 18  | 4   | 2   | 6   | 0  | 25 | 6  | 3  | 9  | 0  |
| 2013–14    | Dallas Stars              | NHL        | 79  | 14  | 20  | 34  | 8  | 6  | 1  | 1  | 2  | 2  |
| 2014–15    | Dallas Stars              | NHL        | 8   | 0   | 1   | 1   | 2  | —  | —  | —  | —  | —  |
| 2014–15    | Texas Stars               | AHL        | 5   | 0   | 4   | 4   | 12 | —  | —  | —  | —  | —  |
| 2015–16    | Dallas Stars              | NHL        | 79  | 9   | 20  | 29  | 12 | 10 | 0  | 1  | 1  | 2  |
| 2016–17    | CSKA Moskva               | KHL        | 36  | 11  | 13  | 24  | 9  | 9  | 1  | 4  | 5  | 4  |
| 2017–18    | CSKA Moscow               | KHL        | 50  | 16  | 11  | 27  | 14 | 19 | 3  | 6  | 9  | 4  |
| 2018–19    | Dallas Stars              | NHL        | 57  | 0   | 10  | 10  | 0  | 1  | 0  | 0  | 0  | 0  |
| 2019–20    | Colorado Avalanche        | NHL        | 65  | 13  | 14  | 27  | 14 | 15 | 2  | 1  | 3  | 2  |
| 2020–21    | Colorado Avalanche        | NHL        | 55  | 10  | 11  | 21  | 4  | 10 | 1  | 2  | 3  | 10 |
| 2021–22    | Colorado Avalanche        | NHL        | 62  | 25  | 27  | 52  | 14 | 20 | 9  | 6  | 15 | 8  |
| 2022–23    | Colorado Avalanche        | NHL        | 53  | 17  | 30  | 47  | 2  | 2  | 1  | 0  | 1  | 0  |
| 2023–24    | Colorado Avalanche        | NHL        | 54  | 28  | 25  | 53  | 22 | 8  | 9  | 1  | 10 | 2  |
| 2024–25    | Colorado Avalanche        | NHL        | 43  | 21  | 13  | 34  | 8  | 7  | 3  | 1  | 4  | 0  |
| KHL totalt | KHL totalt                | KHL totalt | 104 | 31  | 26  | 57  | 23 | 53 | 10 | 13 | 23 | 8  |
| NHL totalt | NHL totalt                | NHL totalt | 555 | 137 | 171 | 308 | 86 | 79 | 26 | 13 | 39 | 26 |

### Internationellt
| År            | Lag           | Turnering     | Resultat      |    | Matcher | Mål | Assist | Poäng | Utv |
| ------------- | ------------- | ------------- | ------------- | -- | ------- | --- | ------ | ----- | --- |
| 2012          | Ryssland      | WJC18         | 5:a           | 6  | 2       | 0   | 2      | 0     |     |
| 2013          | Ryssland      | WJC18         | 4:a           | 6  | 4       | 3   | 7      | 0     |     |
| 2013          | Ryssland      | JVM           | 3             | 6  | 1       | 1   | 2      | 25    |     |
| 2014          | Ryssland      | OS            | 5:a           | 5  | 1       | 0   | 1      | 0     |     |
| 2017          | Ryssland      | VM            | 3             | 6  | 0       | 3   | 3      | 0     |     |
| Junior totalt | Junior totalt | Junior totalt | Junior totalt | 18 | 7       | 4   | 11     | 25    |     |
| Senior totalt | Senior totalt | Senior totalt | Senior totalt | 11 | 1       | 3   | 4      | 0     |     |

## Meriter och utmärkelser
| Merit       | År   |     |
| NHL         | NHL  | NHL |
| ----------- | ---- | --- |
| Stanley Cup | 2022 |     |